# Фотоелектрохімія
Фотоелектрохімія (англ. photoelectrochemistry, рос. фотоэлектрохимия) — розділ фотохімії, де вивчаються хімічні зміни при взаємоперетворенні світлової та електричної енергій в системі електрод—електроліт, де при освітлюванні електрохімічної чарунки виникає фотострум. Тут використовуються комбінації фотохімічних та електрохімічних методів для вивчення окисно-відновних реакцій основного чи збудженого станів молекул та йонів.